# Валдајски рејон
Валдајски рејон (рус. Валдайский район) административно-територијална је јединица другог нивоа и општински рејон у југоисточном делу Новгородске области, на северозападу европског дела Руске Федерације.
Административни центар рејона је град Валдај. Према проценама националне статистичке службе Русије за 2014. на територији рејона је живело 24.585 становника или у просеку око 9,8 ст/км².

## Географија
Валдајски рејон налази се у југоисточном делу Новгородске области. Обухвата територију површине 2.701,63 км² и на десетом је месту по величини територије међу рејонима у области (укупно 21 рејон). Рејон се граничи са Окуловским и Крестечким рејоном на северу, док је на западу и југозападу територија Демјанског рејона. На истоку и југоистоку су административне јединице Тверске области (Бологовски и Фировски рејон и ЗАТО Озјорни).
Валдајски рејон налази се у северозападним рубним деловима Валдајског побрђа и његовим рељефом доминирају брежуљкаста узвишења и бројна језера (има их око стотину). Крајњи северозапад рејона постепено прелази у подручје ниске Прииљмењске низије. Највиша тачка рејона брдо Рижоха, на неких 2 километра југоисточно од града Валдаја лежи на надморској висини од 296 метара.
Рејонска територија се налази на развођу балтичког и каспијског слива. Каспијском сливу, односно басену реке Волге припада мањи део територије на крајњем југу рејона. Остатак територије припада балтичком сливу, односно сливу реке Волхов, а најважнији водоток је река Поломет, десна притока реке Поле. Централни и источни делови рејона налазе се у сливу реке Березајке, леве притоке Мсте и на том подручју свој ток започиње река Валдајка.
Валдајско језеро је са максималном дубином од 60 метара уједно и најдубље језеро у целој области, а већа језера су још и Вељо (35 км²), Шлино (34 км²) и Ужин (9,15 км²).
Централни делови рејона, укључујући и град Валдај налазе се у границама Валдајског националног парка.

## Историја
Валдајски рејон успостављен је у августу 1927. као административна јединица тадашњег Боровичког округа Лењинградске области, а након што су окрузи као административна категорија распуштени током 1930. године, рејон постаје другостепена административна јединица.
Привремено је био распуштен од фебруара 1963. до јануара 1965. године.

## Демографија и административна подела
Према подацима пописа становништва из 2010. на територији рејона је живело укупно 26.476 становника, док је према процени из 2014. ту живело 24.585 становника, или у просеку 9,8 ст/км². Око 61% популације је живело у административном центру рејона.
| 1959.  | 1970. | 1979. | 1989.  | 2002.  | 2010.  | 2014.   |
| ------ | ----- | ----- | ------ | ------ | ------ | ------- |
| 27.823 | ---   | ---   | 32.373 | 29.943 | 26.476 | 24.585* |

Напомена: * Према процени националне статистичке службе.
На подручју рејона постоји укупно 184 насељена места подељених на укупно 9 општина (8 сеоских и 1 градска). Административни центар рејона је град Валдај.

## Саобраћај
Преко територије рејона пролази деоница националног аутопута М10 Санкт Петербург—Москва, те железница која повезује Бологоје са Псковом.

## Знаменитости рејона
На подручју Валдајског рејона налази се укупно 51 споменик културног наслеђа од националног значаја и 329 објеката од локалног културно-историјског значаја.
Најпознатији културно-историјски и верски споменик рејона је Валдајски Иверски манастир из 1652. године, основан од стране Патријарха Никона.

### Познати Валдајци
- Свети Тихон Задонски — највећи руски православни верски просветитељ XVIII века родио се у селу Короцко 1724. године;
- Јаков Павлов — херој Совјетског Савеза и јунак Стаљинградске битке рођен је у селу Крестоваја 1917. године.